# Тымовский, Осип Игнатьевич
Осип Игнатьевич Тымовский  (1791—1871) — российский государственный деятель, сенатор. Действительный тайный советник (1859). Член Государственного совета Российской империи (1856).

## Биография
В службе и классном чине — с 1811 года. С 1818 года камергер Двора Его Императорского Величества. В 1828 году  произведён в действительные статские советники, председатель Комитета о надзоре за печатанием полного Собрания законов. В 1842 году произведён в  тайные советники с назначением президентом Польского банка.
С 1855 года сенатор  Правительствующего Сената, председатель Герольдии и член Совета управления Царства Польского, с 1856 года министр-секретарь Царства Польского и член Государственного совета Российской империи присутствующий в Департаменте дел Царства Польского. В 1859 году произведён в действительные тайные советники с назначением членом Комитета министров  Царства Польского.
Умер 6 (18) марта 1871 года. Похоронен на Выборгском католическом кладбище.

## Награды
- Орден Святого Владимира 1-й степени (1861)
- Орден Святого Владимира 2-й степени[7]
- Орден Святого Александра Невского (1 января 1859)
- Орден Белого орла (1855)[7]
- Орден Святой Анны 1-й степени с императорской короной (1840)[7]
- Орден Святого Станислава 1-й степени (1829)[8]
- Орден Святого Станислава 2-й степени (1820)[8]
- Знак отличия «XXV лет беспорочной службы»[7]